# بريت هاليداي
بريت هاليداي (بالإنجليزية: Brett Halliday)‏‏ (31 يوليو 1904 في شيكاغو - 4 فبراير 1977 في سانتا باربارا، كاليفورنيا) كاتب، وروائي من الولايات المتحدة.

## الجوائز
- جائزة إدغار

## روابط خارجية
- بريت هاليداي على موقع IMDb (الإنجليزية)
- بريت هاليداي على موقع قاعدة بيانات الفيلم (الإنجليزية)